# Międzynarodowe Towarzystwo Psychoanalityczne
Międzynarodowe Towarzystwo Psychoanalityczne – towarzystwo naukowe założone przez Sigmunda Freuda i innych psychoanalityków w czasie kongresu w Norymberdze w marcu 1910 roku. 
Formalne założenie towarzystwa poprzedziła aktywne kontakty między osobami zainteresowanymi psychoanalizą. Początkowo Freud współpracował z Josefem Breuerem, co zakończyło się w roku 1894. Następnie prowadził intensywną korespondencję z Wilhelmem Fliessem, w której próbował rozwinąć swoją teorię. W 1902 roku, z inicjatywy Wilhelma Stekla, Freud zaprosił cztery osoby (Wilhelma Stekla, Alfreda Adlera, Maxa Kahanego i Rudolfa Reitlera) i w ten sposób rozpoczęło swoją działalność Środowe Towarzystwo Psychologiczne, w ramach którego psychoanalitycy spotykali się w każdą środę i omawiali nurtujące ich kwestie. 
Do 1908 krąg zainteresowanych rozrósł się do 14 osób i grupa zmieniła nazwę na Wiedeńskie Towarzystwo Psychoanalityczne. W tym samym roku do organizacji dołączył Sándor Ferenczi. W 1907 roku Ernest Jones na prośbę Freuda spotkał się z Carlem Gustavem Jungiem w Zurychu i zaproponował mu stworzenie międzynarodowego towarzystwa skupiającego osoby różnych narodowości interesujące się psychoanalizą i ją praktykujące. Z tego względu można uznać, że to Jones jako pierwszy wysunął pomysł zorganizowania umiędzynarodowionego stowarzyszenia psychoanalityków. 27 kwietnia 1908 roku w Salzburgu odbyło się pierwsze, jeszcze nieformalne, zebranie organizacyjne. Na kolejnym spotkaniu, w marcu 1910 roku w Norymberdze, Międzynarodowe Towarzystwo Psychoanalityczne zostało formalnie powołane do życia a jego pierwszym prezesem został Carl Gustav Jung.

## Prezesi Międzynarodowego Towarzystwa Psychoanalitycznego
| - 1910–1914: Carl Gustav Jung - 1914–1918: Karl Abraham - 1918–1919: Sándor Ferenczi - 1920–1924: Ernest Jones - 1924–1925: Karl Abraham - 1925–1934: Max Eitingon - 1934–1949: Ernest Jones - 1949–1951: Leo Bartemeier - 1951–1957: Heinz Hartmann - 1957–1961: William H. Gillespie - 1961–1964: Maxwell Gitelson - 1965–1969: Piet J. van der Leeuw - 1969–1973: Leo Rangell - 1973–1977: Serge Lebovici - 1977–1981: Edward D. Joseph - 1981–1985: Adam Limentani - 1985–1989: Robert S. Wallerstein - 1989–1993: Joseph Sandler - 1993–1997: R. Horacio Etchegoyen - 1997–2001: Otto F. Kernberg - 2001–2005: Daniel Wildlöcher - 2005–2009: Claudio Laks Eizirik - 2009–2013: Charles M.T. Hanly - od 2013: Stefano Bolognini |